# Paolo Montero
Paolo Montero (* 3. září 1971) je bývalý uruguayský fotbalista, který hrál na pozici obránce. Devět sezon hrál za italský velkoklub Juventus. Za reprezentaci Uruguaye odehrál přes 60 utkání a zahrál si na Konfederačním poháru FIFA (1997), mistrovství světa (2002) a Copa América (2004).

## Klubová kariéra
Montero vstoupil do dospělého fotbalu v klubu CA Peñarol. V letech 1992 až 1996 hrál za italskou Atalantu Bergamo.
V roce 1996 zamířil do Juventusu, kde jej měl trénovat Marcello Lippi. Lippi turínský celek pozvedl, poslední sezónu ale zakončil druhý za AC Milán a přivedl proto posily jako byli Montero nebo Zidane.
Hned v první sezoně Montero oslavil Scudetto (mistrovský titul v Itálii). Juventus se probojoval do finále Ligy mistrů, ovšem tam narazil na Borussii Dortmund a prohrál 1:3. Montero získal důvěru trenéra Lippiho a odehrál celý zápas.
Juventus nastupoval obvykle v čtyřčlenné obraně, Montero se ve stoperské dvojici často setkával s Cirem Ferrarou.
Stejně jako ve své první sezóně, i v té druhé nastoupil Montero celkově do 26 zápasů Serie A. Lippi často experimentoval s rozestavením se třemi obránci, kdy Montera doplňovali Ferrara s Iulianem.
Juventus znovu vyhrál titul a znovu se dostal do finále Ligy mistrů, kde ovšem padl proti Realu Madrid 0:1. Montero odehrál celých 90 minut a druhé finále Ligy mistrů za sebou.
Průběhem sezóny 1998/99 odešel trenér Lippi, kterého nahradil Carlo Ancelotti. Montero odehrál 22 ligových zápasů, přičemž Juventus skončil až na 7. příčce a skončil bez jediné trofeje. V další sezóně 1999/00 odehrál v lize 28 utkání, pod Ancelottim si tedy udržel místo v základní sestavě. Juventus skončil v konečné tabulce druhý, o bod za Laziem Řím. Montero byl nápomocen alespoň u vítězství v Poháru Intertoto.
V ročníku 2000/01 na sebe Montero upozornil 3. prosince 2000 v derby proti Interu Milán (remíza 2:2), kdy v zápase udeřil protihráče Di Biagia.
Rozhodčí si ale incidentu nevšiml a Montero byl následně v 67. minutě střídán trenérem.
Italská fotbalová asociace jej ale potrestala na základě televizních záznamů, a to na tři zápasy.
Juventus opět skončil druhý, tentokrát za AS Řím a v evropských pohárech byl také neúspěšný. Sezóna bez trofeje znamenala odchod Ancelottiho a opětovný příchod Lippiho.

## Reprezentační kariéra
Trenér Víctor Púa jej zvolil kapitánem pro MS 2002. Uruguay na šampionátu skončila už ve skupině. Montero odehrál všechny tři zápasy celé.

## Úspěchy
Zdroj:
Juventus Turín
- Serie A (4× vítěz)
  - 1. místo: 1996/97, 1997/98, 2001/02, 2002/03
- Supercoppa italiana (2× vítěz)
  - 1. místo: 1997, 2002
- Liga mistrů UEFA
  - 2. místo: 1996/97, 1997/98, 2002/03
- Superpohár UEFA (1× vítěz)
  - 1. místo: 1996
- Interkontinentální pohár (1× vítěz)
  - 1. místo: 1996
- Pohár Intertoto (1× vítěz)
  - 1. místo: 1999

Uruguayská reprezentace
- Copa América
  - 3. místo: 2004